# Jihad (SAS)
Jihad is een spionageroman van auteur Gérard de Villiers en het 139e deel uit de S.A.S.-reeks met als protagonist de Oostenrijkse prins en freelance CIA-agent Malko Linge.

## Het verhaal
De oorlog tussen Rusland en Tsjetsjenië is op haar hoogtepunt maar dit weerhoudt enkele meedogenloze Russen er niet van, in ruil voor een aanzienlijke som aan Amerikaanse dollars, de Tjetsjenen te voorzien van geavanceerd wapentuig.
De CIA vermoedt dat de Russische generaal Boudanov op het punt staat kernwapens te verkopen aan de Tjetsjeense rebellen.
Op hun beurt proberen te Tjetsjenen de kernwapens te verkopen aan Islamitische extremisten en linkse splintergroeperingen in West-Europa. De CIA probeert met man en macht te voorkomen dat deze kernwapens naar Europa of de Verenigde Staten worden verscheept. De ontknoping vindt uiteindelijk plaats in Istanboel, de geboortestad van Elko Krisantem, Malko's trouwe bediende en huismeester en tevens ex-huurmoordenaar.

## Personages
- Malko Linge, Oostenrijkse prins en CIA-agent;
- Elko Krisantem, de bediende en huismeester van Malko en voormalig Turks huurmoordenaar;
- Boudanov, een Russische generaal;
- Isa Khamadov, een Tjetsjeense commandante.